# Forton Heath
Forton Heath – osada w Anglii, w hrabstwie Shropshire. Leży 8 km na północny zachód od miasta Shrewsbury i 231 km na północny zachód od Londynu.